# Rurrenabaque
Rurrenabaque es un municipio y una ciudad turística de Bolivia, ubicada en la amazonia boliviana. Administrativamente se encuentra en la provincia Ballivián en el oeste del departamento del Beni, y se encuentra muy cerca a áreas protegidas megadiversas del noroeste de Bolivia, como  el parque nacional Madidi y las Pampas del Yacuma. El municipio tiene una superficie de 4.800 km², y cuenta con una población de 21.018 habitantes (según el Censo INE 2024). Es el quinto municipio más poblado del departamento después de Trinidad, Riberalta, San Borja y Guayaramerín.
Rurrenabaque ha sido catalogado y premiado con diferentes distinciones. National Geographic incluyó a la ciudad en su lista de los 20 destinos turísticos más importantes del mundo en 2011, recibió en 2019 un World Travel Award de "Mejor Destino Verde", y fue mencionado por el New York Times como un destino turístico para visitar el 2020; en marzo de 2025 el destino turístico "Rurrenabaque Madidi Pampas" fue el ganador con el proyecto La ruta de la Mujer Tacana en Green Destinations Story Awards 2025. Dentro de Bolivia se encuentra entre los 3 destinos más visitados después del Salar de Uyuni y Copacabana.
El área urbana del municipio se halla a 274 metros sobre el nivel del mar, sin embargo en la región de las serranías del Pilón Lajas se encuentra a 450 m.s.n.m.

## Historia

### Época prehispánica
El territorio actualmente denominado Rurrenabaque ha sido habitado por los pueblos arawak, tacanas y araonas desde tiempos precolombinos.

### Época colonial
A partir de 1560 se ve una influencia de los religiosos jesuitas, carmelitas y franciscanos, que llegaron a la región para evangelizar junto con civiles y militares con el objetivo de asentarse, encontrando un clima y una región muy adversa, enfrentando a los pobladores originales que los atacaban defendiendo su territorio que veían invadido.
La actividad misional provocó cambios en la organización social y productiva de los pueblos indígenas. Los nuevos conceptos religiosos se mezclaron con las creencias locales, dando lugar a un sincretismo religioso. La introducción del ganado vacuno creó una nueva dinámica productiva, basada en la agricultura, la pecuaria y la extracción de los recursos naturales. Las misiones se convirtieron en centros de abastecimiento de alimentos, que llegaban a comercializarse con otras regiones.
En 1656 el pueblo de Reyes estuvo ubicadao en el lugar denominado “Los Arenales”, entre el Arroyo Zanjón y el Mamamama, en la zona de lo que hoy es el aeropuerto de Rurrenabaque. En 1810, Reyes fue trasladada a su lugar actual por orden del Gobernador de Moxos, Capitán de Fragata y Caballero de la Orden de Alcántara Pedro Pablo de Urquizo.

### Época republicana
Se menciona al Padre Giovani Gianelli como fundador de Rurrenabaque, un 2 de febrero, cuando se celebra a la Virgen de la Candelaria como Patrona del pueblo, con el nombre de La Cruz. Al no existir documentación sobre la fecha de fundación hasta entonces, quedó la tradición de conmemorar esta festividad cada 2 de febrero.

La fecha documentada como fundación de Rurrenabaque es el 15 de noviembre de 1844 que se consigna en la Ley del 17 de noviembre de 1844, emitido por el presidente Gral. José Ballivián, que cita 
“…cambiar el nombre de Rurrenabaque por el de Ciudad Ballivián y erigirse como capital del nuevo departamento del Beni.” 
 Sin embargo, este decreto no se cumplió por diversos motivos, como la falta de comunicación entre pueblos.
La fiebre del caucho, por el año 1880, aceleró un proceso de colonización y movimiento económico, siendo Rurrenabaque, un importante puerto de embarque de la producción gomera, de alimentos y transporte masivo de mano de obra para las barracas y gomales, y tránsito ineludible de embarcaciones provenientes de La Paz, rumbo a los centros de la goma y castaña. Finalizado este auge, se asentaron en Rurrenabaque migrantes de otros países, atraídos por el florecimiento económico, el comercio de la goma, la quina y luego el oro.

### SigloXX
Desde 1995, Rurrenabaque es capital del municipio homónimo en la provincia del General José Ballivián, y continúa siendo un nudo de transporte, comercio y producción, sumados a la floreciente actividad del turismo productivo.
Sus manifestaciones culturales están influidas por  las prácticas de los grupos tacanas en cuanto a danzas, vestimenta y costumbres, que durante las fiestas celebraban con chicha fermentada y comidas de cacería por varios días.
El día de la fiesta del pueblo, la actividad principal era conmemorar a la Mamita de la Candelaria, quien recibía la visita de toda la gente que en romería llegaba hasta su altar para manifestar agradecimiento por las bendiciones recibidas.
Con el transcurrir de los años, las costumbres fueron cambiando y se fueron formando nuevas agrupaciones, con nuevas danzas, instrumentos y vestimentas durante la festividad de la población; surgiendo así, los puli pulis, macheteros, callahuayas, zampoñeros y las mamas, que acompañaban la “procesión” de la Santísima Virgen de la Candelaria, Patrona del pueblo, cuya imagen era llevada por las pocas calles culminando con la Santa Misa, como un motivo de saludo y bendición a sus habitantes. Después, se realizaba el jocheo de toros, la carrera de caballos, de “sortija”, de callapos y de canoas, motivando la presencia de todos los pobladores.

## Geografía
El municipio de Rurrenabaque se encuentra ubicado al extremo oeste del Departamento del Beni, en las últimas estribaciones de la cordillera de los Andes y en el comienzo de los llanos orientales. La ciudad de Rurrenabaque se sitúa a 355 km de la ciudad de Trinidad, la capital departamental, y a 450 km de la ciudad de La Paz. Desde ambas ciudades se accede a través de los extremos de la ruta nacional F3, y tomando la ruta nacional F8 a partir de Yucumo.
La localidad de Rurrenabaque se encuentra en el margen derecho del río Beni, entre los paralelos a los 67° 32′ de longitud oeste y a los 15° 2′ de latitud sur. Los límites naturales de la localidad son: al norte el arroyo Turucucu, al sur el río Quiquibey, al este el río Caripo y río Yacuma, y al oeste el Río Beni.
El municipio tiene una superficie de 4.800 km² y limita al norte con el municipio de Reyes, al este y al sur con el municipio de San Borja, y al oeste con el de San Buenaventura en el departamento de La Paz.

### Clima
El clima está determinado principalmente por su posición intertropical, por los vientos cálidos y húmedos del Noroeste y por la barrera que constituye la cordillera de los Andes, la misma que da lugar a una alta precipitación. El exceso de precipitaciones pluviales, las altas temperaturas, las neblinas constantes y los vientos fuertes en algunos sectores influyen en el desarrollo de la vegetación y en la formación de los suelos, generalmente jóvenes.

### Temperatura
Las temperaturas mínimas se registran en la época seca, y alcanzan los 7 °C (grados Celsius); la máxima llega en la época lluviosa, a 38 °C. La temperatura promedio anual en Rurrenabaque es de 25.8 °C.

## Fisiografía

### Altitud
El rango altitudinal oscila entre los 270 y 450 m s. n. m. (metros sobre el nivel del mar). La mayoría del territorio del municipio se halla a 274 m s. n. m.; sin embargo, en la región de la serranía del Pilón Lajas alcanza hasta 450 m s. n. m.

### Relieve
El territorio es predominantemente llano y las zonas accidentadas corresponden a unas serranías de la altura señalada. Hay tres unidades fisiográficas: Cordillera Oriental, con sus últimas estribaciones, Subandino Norte, Piedemonte de la Llanura Beniana.

### Topografía
Por una parte, hay grandes cadenas montañosas en dirección noreste - noroeste, formando valles profundos con pendientes muy pronunciadas, no aptas para actividades agropecuarias debido a la susceptibilidad del suelo a la erosión. Y por otra, el sector de Piedemonte, que se extiende hacia la gran llanura amazónica, plana, por ende compatible con actividades de desarrollo agropecuario sostenible en la región.

## Demografía
De acuerdo con el censo boliviano de 2024, la población del municipio de Rurrenabaque es de 21 018 habitantes.
La población del municipio aumentó más del doble entre 1992 y 2024, mientras que la población de la ciudad se ha multiplicado en las últimas tres décadas y media:
| Año  | Habitantes (municipio) | Habitantes (ciudad) | Fuente |
| ---- | ---------------------- | ------------------- | ------ |
| 1976 | -                      | 2 052               | Censo  |
| 1992 | 9 065                  | 4 959               | Censo  |
| 2001 | 13 668                 | 8 460               | Censo  |
| 2012 | 19 195                 | 13 446              | Censo  |
| 2024 | 21 018                 |                     | Censo  |

## División política administrativa
La provincia del General José Ballivián se creó el 3 de diciembre de 1937 sobre la base de los cinco cantones de la provincia de Yacuma: Reyes, Rurrenabaque, Cavinas, San Borja y Santa Rosa. Según la Ley 1669 del año 1995, dicha provincia consta de cuatro secciones que son las siguientes: 
| SECCIONES DE LA PROVINCIA BALLIVIÁN | SECCIONES DE LA PROVINCIA BALLIVIÁN |
| ----------------------------------- | ----------------------------------- |
| Sección                             | Nombre                              |
| Primera                             | Reyes                               |
| Segunda                             | San Borja                           |
| Tercera                             | Santa Rosa                          |
| Cuarta                              | Rurrenabaque                        |

### Distritos
Mediante la Ordenanza Municipal n.º 031/2001 de 12 de noviembre de 2001, se aprobó la nueva distritación del municipio con siete distritos: tres urbanos, uno indígena y tres rurales.
| DISTRITOS MUNICIPALES OM 31/2001 | DISTRITOS MUNICIPALES OM 31/2001 | DISTRITOS MUNICIPALES OM 31/2001                          |
| -------------------------------- | -------------------------------- | --------------------------------------------------------- |
| Distrito                         | Área                             | Central o Zona                                            |
| 1                                | Urbana                           | Zona Sur Zona Central                                     |
| 2                                | Urbana                           | Zona Norte y Villas                                       |
| 3                                | Urbana                           | Villa Lourdes                                             |
| 4                                | Rural                            | Comunidades Originarias                                   |
| 5                                | Rural                            | Central Nuevos Horizontes Central Cauchal Central Capilla |
| 6                                | Rural                            | Central Collana                                           |
| 7                                | Rural                            | Central Unión Tacuaral Central Piedras Blancas            |

### Comunidades y centros poblados
Las comunidades originarias se ubican principalmente en proximidades del río Beni; las de los colonizadores sobre la carretera principal Yucumo – Rurrenabaque, organizadas en Centrales de comunidades agroecológicas.
| DISTRITO | COMUNIDAD O ZONA | COMUNIDAD O ZONA |
| -------- | --- | --- |
| 1        | Zona Sur: Sur, La Florida Zona Central: Central, El Cerrito, Pozas Blancas. | Zona Sur: Sur, La Florida Zona Central: Central, El Cerrito, Pozas Blancas.                                                             |
| 2        | Zona Norte: Villa Progreso, Villa Fátima, San Antonio, San José | Zona Norte: Villa Progreso, Villa Fátima, San Antonio, San José                                                                         |
| 3        | Villa Lourdes: Lourdes, 25 de diciembre, Penocos, Siyaya, Magd. Amutari. | Villa Lourdes: Lourdes, 25 de diciembre, Penocos, Siyaya, Magd. Amutari.                                                                |
| 4        | Carmen Soledad Puerto Motor Puerto Yumani Carmen Florida Real Beni San Antonio Sani                                                                                                  | Asunc. Quiquibey San Luis Chico San Bernardo Gredeal Visal El Corte                                                                     |
| 5        | La Herradura San Silvestre Nueva Esperanza Villa El Carmen Cauchal El Tigre El Sol Nuevos Horizontes Villa Pocoata La Unión Santa Rosita Santa. Ana Chocolatal S. Antonio de Cauchal | San Lorenzo Villa La Cruz 16 de Julio Yungueño SOCOMAG San Juanito Soledad San Nicolás Wara Wara Entre Ríos Iridia El Cebú Flor de Mayo |
| 6        | Collana Tres Unidos Betanzos Jichani Ticala Linares Uncallamaya Uyuni | San Bernardo Ñuqui Ledezma San Bernardo Flores Buena Vista                                                                              |
| 7        | Piedras Blancas San Martín El Porteño Villa Ingavi San Juan | Colorado Villa Aroma Baltasar Bella Vista Cuatro Ojitos                                                                                 |

## Descripción de la ciudad

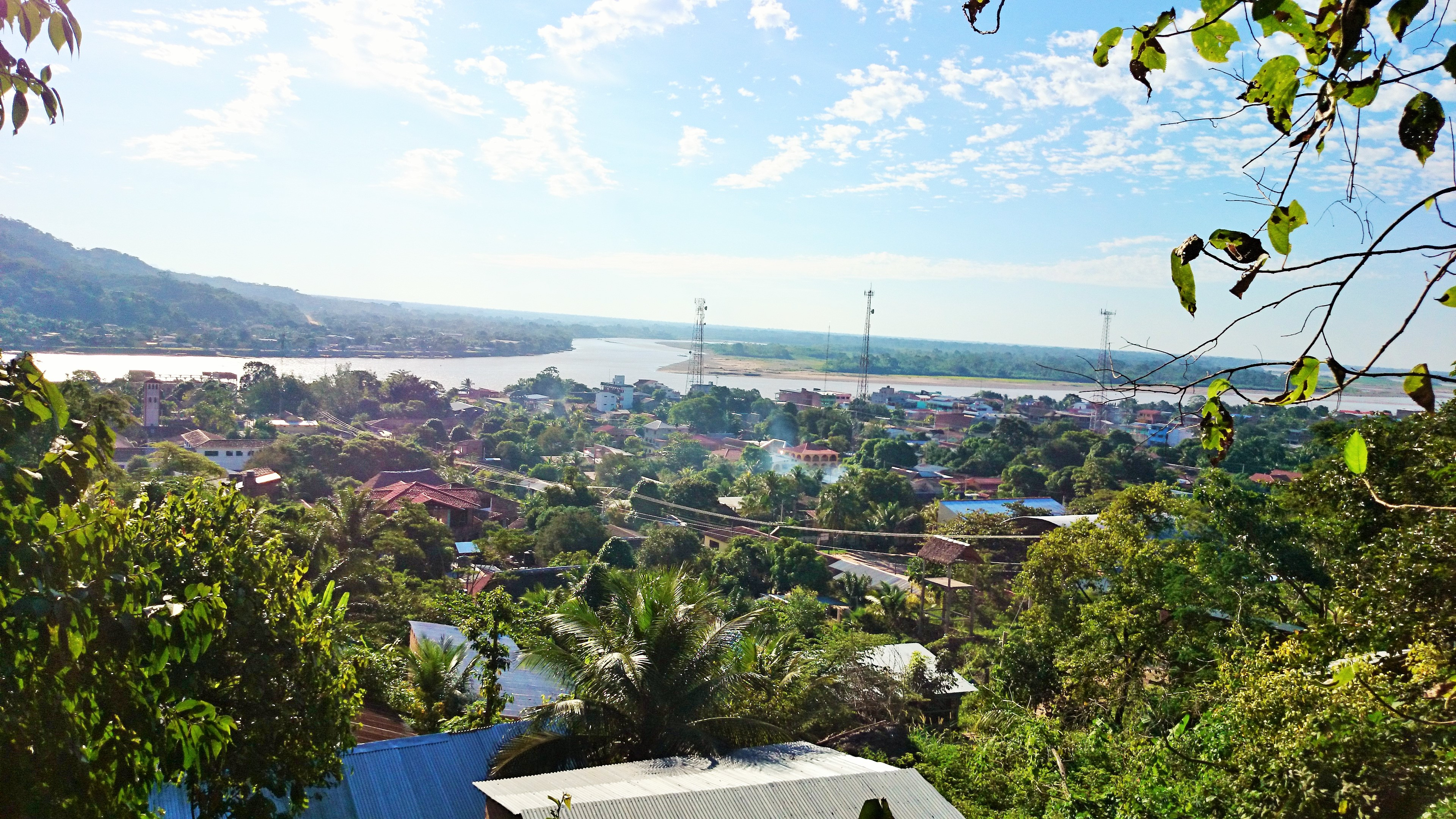
Rurrenabaque vista panorámica

La superficie del municipio abarca 4800 km², de los cuales el 60 % corresponde al territorio de la reserva ecológica. En el 40 % restante se ubica la población urbana, la zona de asentamientos de migrantes de otras localidades del país y las extensas llanuras.

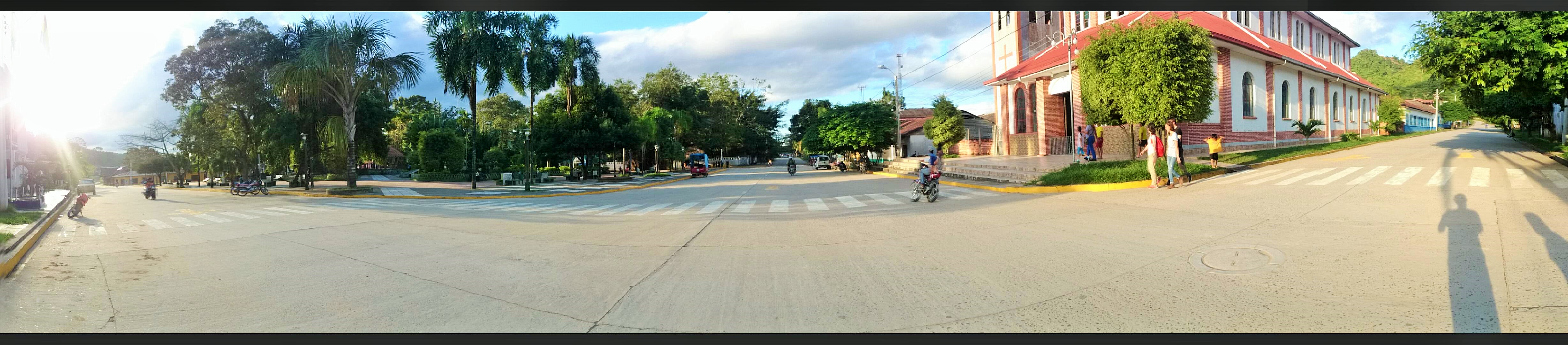
Rurrenabaque, plaza 2 de Febrero e iglesia

El centro de la ciudad está conformado por aproximadamente cincuenta manzanas regularmente trazadas en torno a una plaza principal. La ciudad está equipada con centros de abastecimiento, tiendas comerciales, restaurantes, hoteles, residenciales, establecimientos educativos, de salud, militares, de gestión pública, centros deportivos y la Terminal de buses. En cambio, el puerto es un espacio activo relacionado con el comercio, turismo y la vinculación con centros poblados y comunidades.
- En el centro de la ciudad se tiene accesos a diferentes bancos y cajeros automáticos.
- En el extremo sur de la ciudad se encuentra la plaza principal 2 de Febrero, en sus alrededores están la Iglesia principal Nuestra Señora de La Candelaria, la Alcaldía Municipal, La Base Naval Ballivian y algunos hoteles.
- A pocas cuadras de la plaza principal, en la calle Germán Busch se encuentra la Casa de la Cultura, donde se puede apreciar artesanías del lugar.
- La Avenida Costanera, es un lugar especial donde se puede apreciar una inigualable vista de paisajes (el río Beni, el alba, el atardecer, etc).

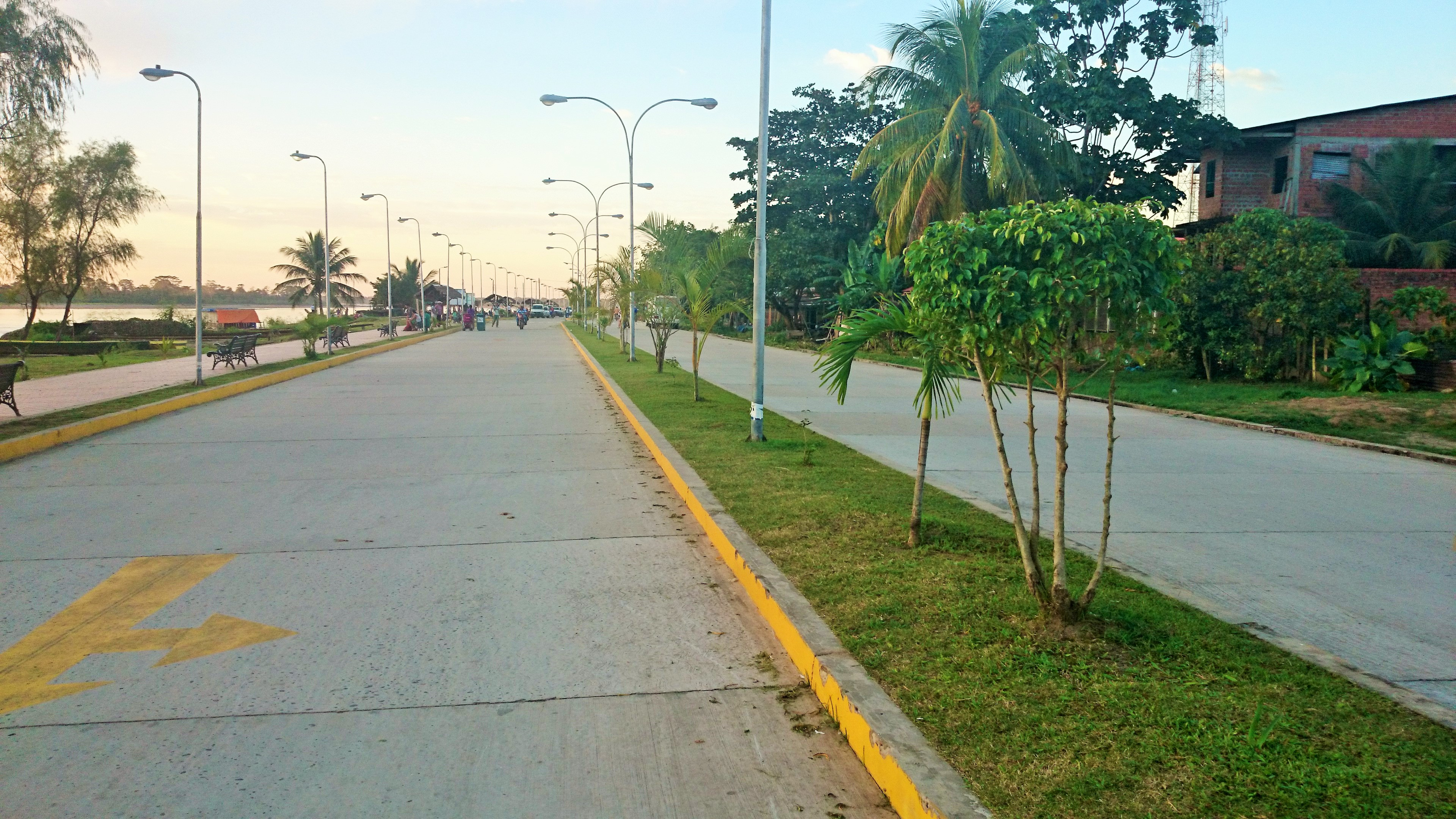
Rurrenabaque Av. Costanera

- El transporte y recorrido de la ciudad se lo realiza principalmente en motocicletas (mototaxis)
- En la Zona de Villa Lourdes está el Aeropuerto, en el lugar opera la línea aérea TAM (Transporte Aéreos Militares) con vuelos normalmente desde la ciudad de Trinidad. A partir de 2016 opera la Línea aérea BOA (Boliviana de Aviación)
- También en la zona de Villa Lourdes se encuentra la Terminal de Buses con salidas diarias a la ciudad de La Paz. Salidas diarias y conexiones a diferentes ciudades como: Reyes, San Borja, Yucumo, Santa Rosa, Riberalta, Guayaramerin, San Ignacio, Trinidad, etc.

- Hoteles, hostales, residenciales, alojamientos se puede encontrar en una variedad principalmente en la Zona Central

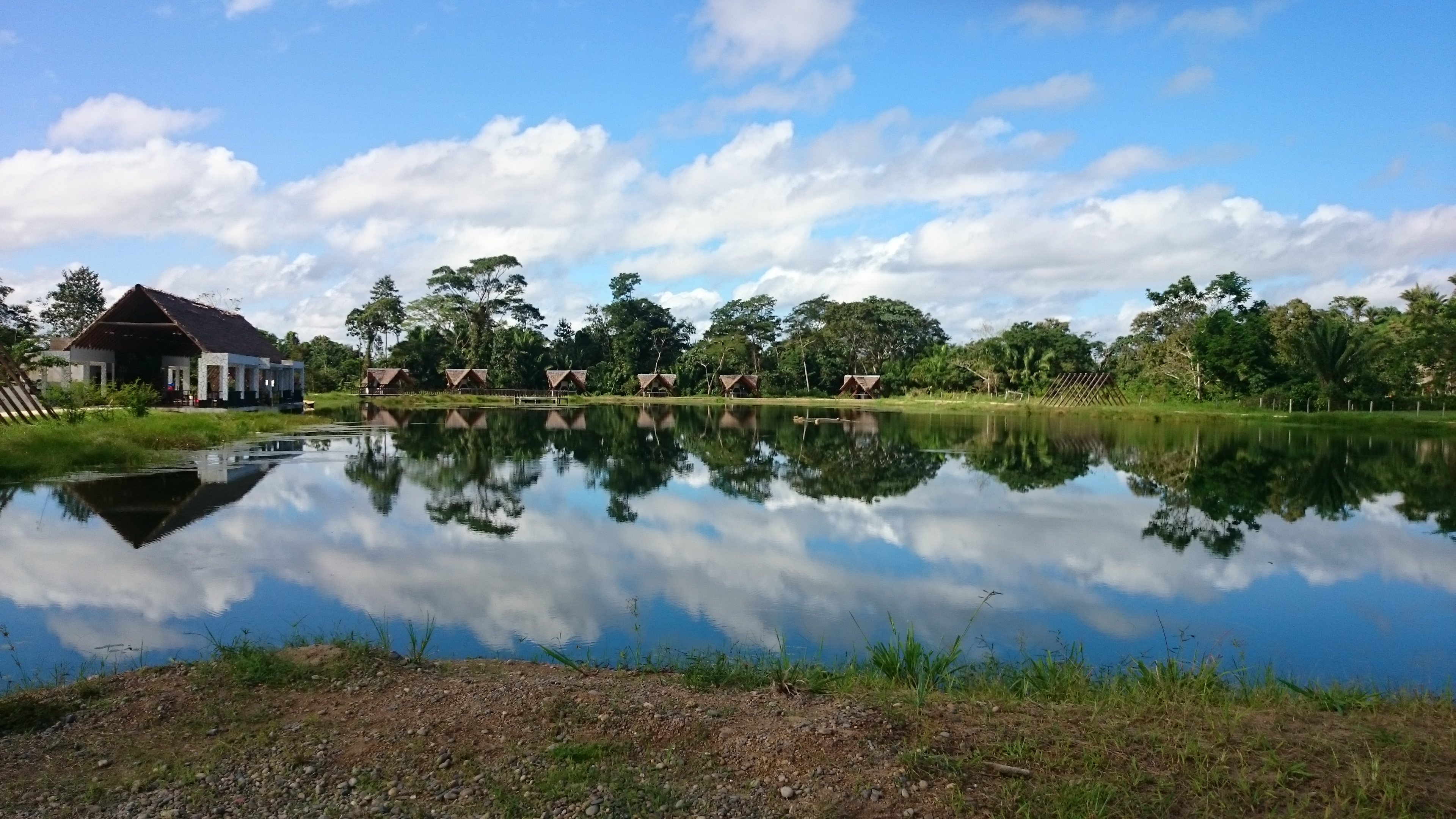
Laguna la Siyaya

- Gastronomía. Los restaurantes se puede encontrar principalmente en la zona central. Los platos típicos del lugar son el Dunucuabi (pescado envuelto en hoja), Sudao (pescado a la tacuara), Majadito, Locro, Cheruje, etc
- Frutos y Alimentos; Según la temporada se puede conseguir los frutos de majo, asaí, camururo, achachairú, carambolo, pacay cola de mono, cayú, pan de fruta, El plátano, yuca, guineo, Jajiro, hualusa, chima, etc.

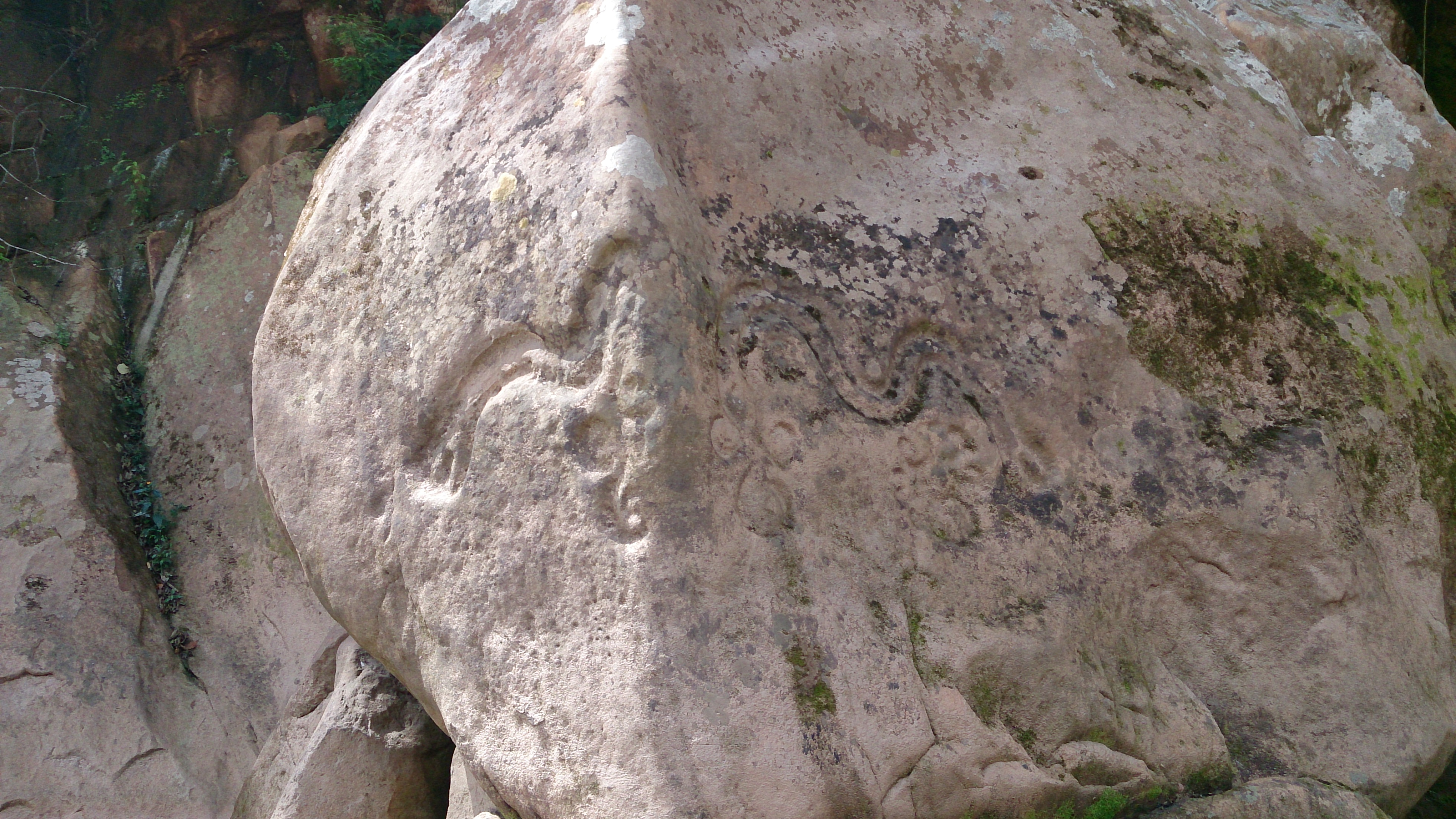
Rurrenabaque el Suse o susi

- Las serranías, ríos, arroyos, selva;  típico en el lugar el más conocido con leyendas es el cerro Macuti (del tacana cerro brujo). Los arroyos característicos con agua cristalinos son Camuy, Sanjon, MamaMama. a 10 minutos en bote se puede llegar al Suse, donde los antiguos habitantes tallaron en piedra una serpiente la cual indica si las aguas del río Beni llegan al nivel de la serpiente, el río es muy peligroso.
- Danzas típicas, la Danza del Balsero es la más significativa del Lugar, también se tiene muchas otras danzas tales como: Los chamas, amor tacana (empararata), el torito, Los Macheteros, taquiraris, el sarao, etc.

## Turismo
Rurrenabaque es cercana al Parque Nacional Madidi, fascinante por su amplia diversidad de aves, por sus paisajes de exuberante selva, por sus flores exóticas, por sus ríos y sus sabanas orientales.
La población está situada en el departamento del Beni donde comienzan los Llanos Orientales. Este es un lugar ideal para navegar por los ríos Beni, Mamoré e Itenez, que desplazan al visitante a insospechados lugares de la selva.

### Atractivos

#### La Encañada del Bala

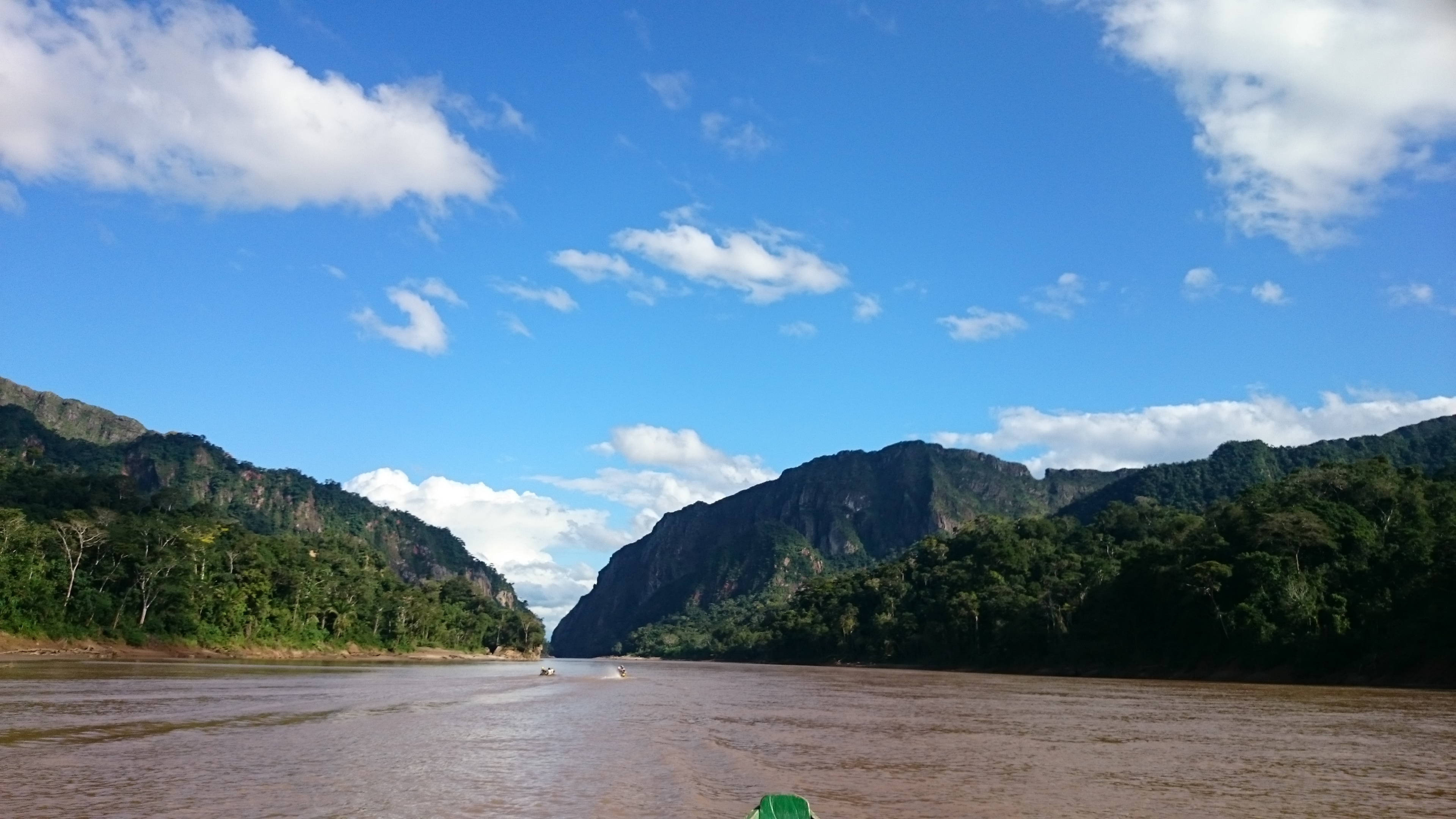
Encañada del Bala, Rurrenabaque

Lugar donde el río Beni corre entre las montañas, y que tiene una belleza impresionante.
San Miguel de Bala es una comunidad localizada en el municipio de San Buenaventura, a 45 minutos de viaje en lanchas con motor fuera de borda desde Rurrenabaque. Se encuentra en el área de influencia del Parque Nacional Madidi.
El Albergue San Miguel del Bala, se constituye en un ejemplo de ecoturismo comunitario y una importante propuesta para los turistas nacionales y extranjeros que aprecian la naturaleza y la aventura. Brinda a sus visitantes la oportunidad de experimentar el bosque húmedo tropical así como senderos que permiten observar los diferentes ecosistemas, cada uno de ellos con su particular flora y fauna. Este albergue ha sido concebido también como una fuente alternativa de sustento económico para la comunidad Tacana y para promover el desarrollo y preservación de los recursos naturales del parque.

#### Reserva de la Biósfera Pilón Lajas
Esta área protegida tiene la categoría de Reserva de la Biosfera y es patrimonio del estado boliviano, y Tierra Comunitaria de Origen. Es una mezcla de ecosistemas de montaña y tierras altas sobre bosques tropicales y subtropicales. La región alberga gran variedad de especies vegetales y animales como el jaguar. Hogar de los chimanes y mosetenes, pobladores que conviven con la naturaleza en perfecta armonía.

#### Río Tuichi
En el río Tuichi se realizan actividades de agua como el balsismo y el kayak a nivel profesional. En el trayecto se pueden observar bosques neblinosos, bosque amazónico, animales como parabas, marimonos, jaguares, águilas y arpías.
Este río es famoso por la historia de un israelí que se extravió durante 20 días en la jungla en Rurrenabaque en 1981. Yossi Ghinsberg es el nombre del protagonista de esta historia real y que ya inspiró libros, documentales y una película. Luego de ser rescatado por el cazador boliviano Abelardo Tico Tudela, Yossi escribió el libro titulado Jungle (Jungla) o también conocido como Back from the Tuichi (El retorno del Tuichi) que vendió más de un millón de copias.

#### Parque Nacional Madidi

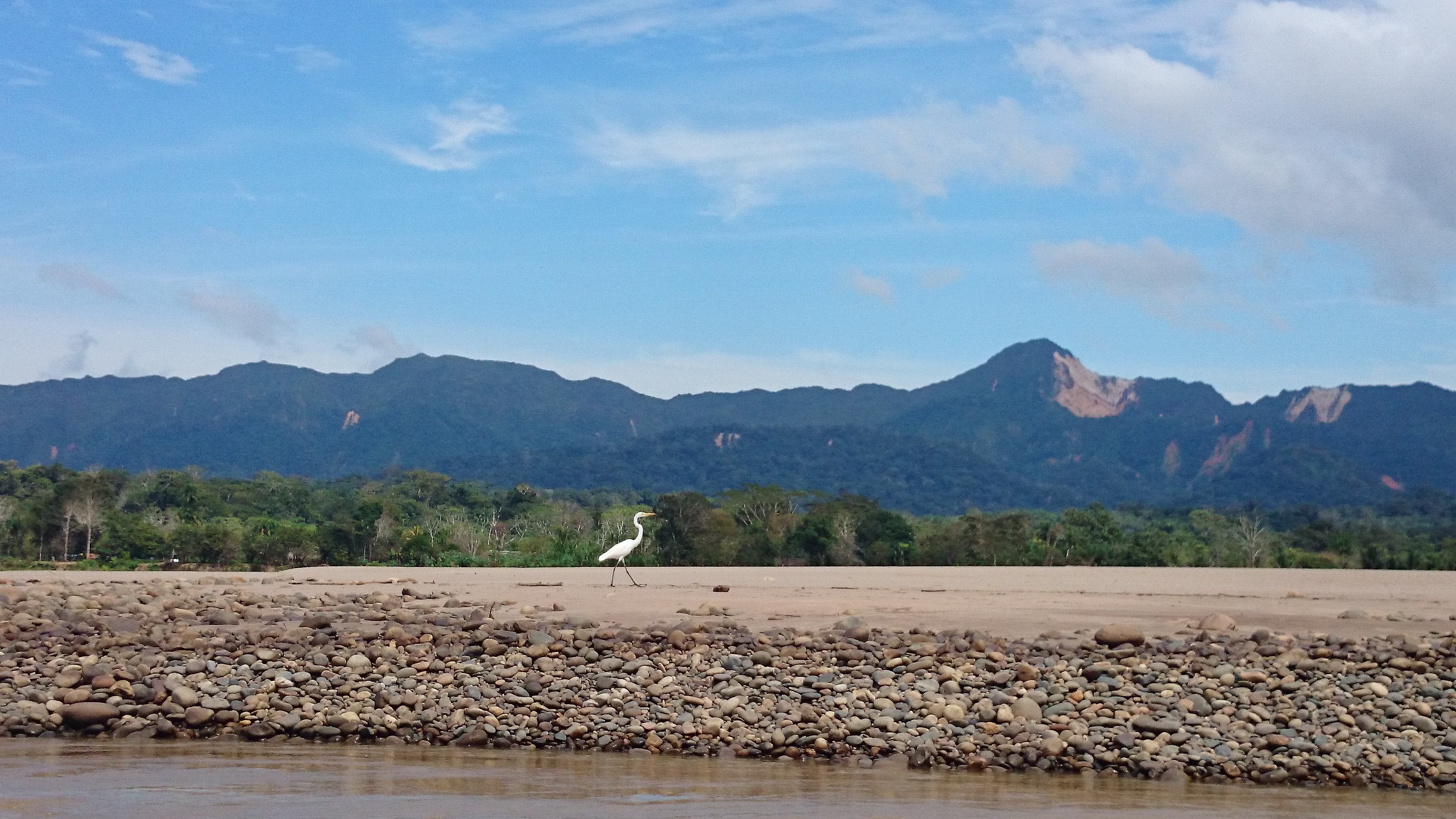
Parque Madidi

Una de las áreas protegidas de mayor relevancia ecológica y biogeográfica del planeta. Según la National Geographic, el Parque Nacional Madidi está catalogado como uno de los 20 destinos ecoturísticos más importantes del mundo.
Aquí habitan 867 especies de aves (85% de la avifauna del país), 156 especies de mamíferos, 84 especies de anfibios, 71 especies de reptiles y 192 especies de peces, además de flora muy diversa en la que se han registrado 1,865 especies de plantas superiores y 2,873 especies probables.
Especies acuáticas peculiares pueden ser observadas, tal es el caso de pirañas, rayas de agua dulce de la picadura y en algunas áreas, el delfín rosado de agua dulce. Se debe resaltar el hecho de que en el parque existen 40 especies de vertebrados, endémicos o únicos.
Existen varias comunidades indígenas originarias asentadas ancestralmente en el área o relacionadas históricamente con ella y que actualmente comparten una visión del turismo como una estrategia de desarrollo y conservación.

#### Lago Chalalán
El Lago Chalalán es un hermoso lago tropical que se encuentra en medio del Parque Nacional Madidi, dentro de la Tierra Comunitaria de Origen (TCO) del pueblo indígena de San José de Uchupiamonas, una comunidad de lengua quechua - tacana. En sus orillas se ubica el Albergue Ecológico Chalalán.

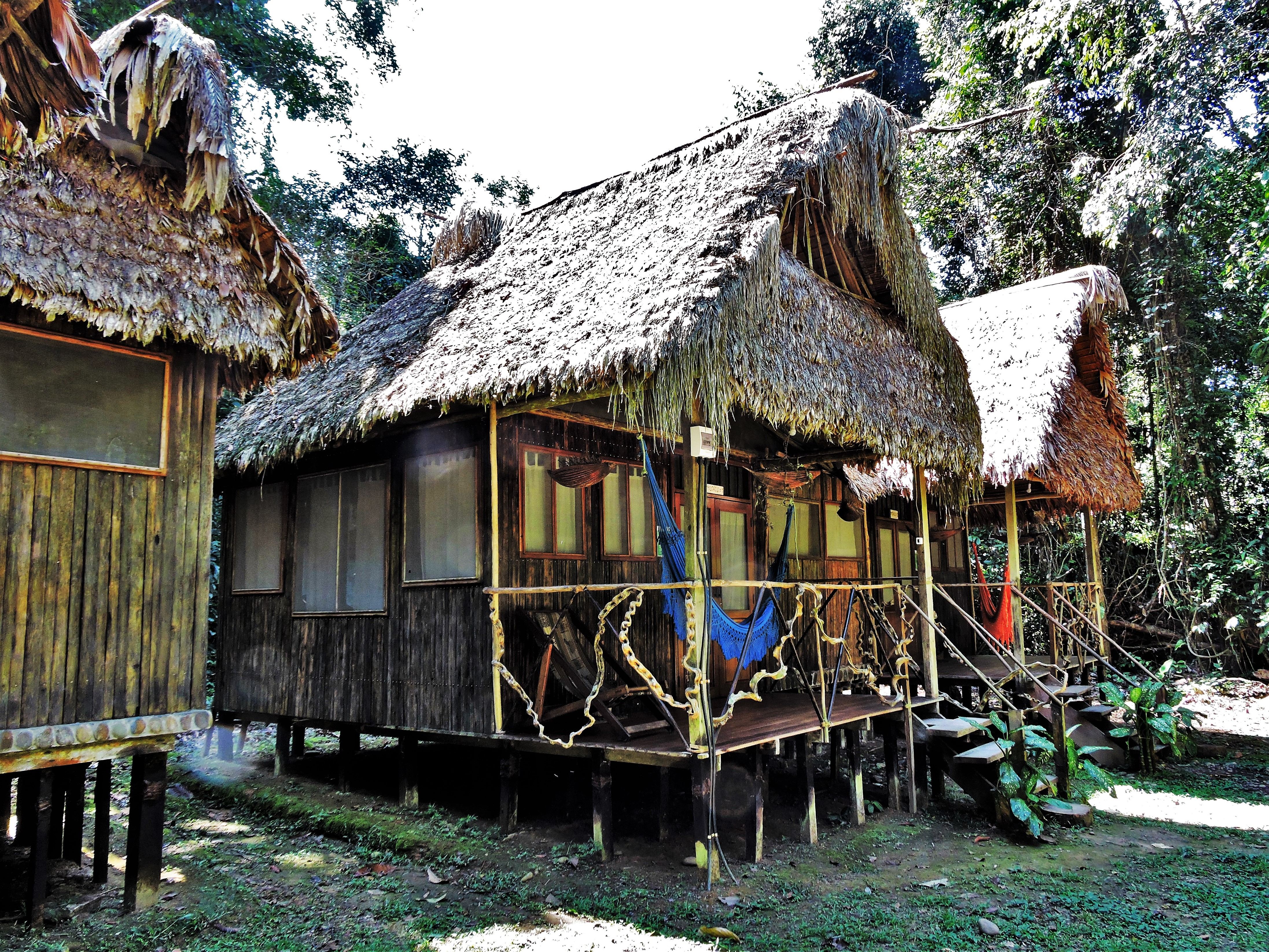
Chalalán Albergue Ecológico

##### Albergue Ecológico Chalalán
El Albergue Ecológico Chalalán está ubicado en el corazón del Parque Nacional Madidi al cual se puede acceder desde Rurrenabaque, donde se inicia un viaje de seis horas en bote, atravesando los ríos amazónicos Beni y Tuichi. Chalalán contribuye a mejorar la calidad de vida del pueblo indígena de San José de Uchupiamonas que es propietario del albergue y recibe las utilidades que este emprendimiento produzca para invertirlos en áreas como salud, educación, comunicaciones y otros, además es una fuente de empleo para la comunidad. Además el albergue contribuye a conservar la biodiversidad ya que el pueblo indígena ha definido que la zona de operación turística de su territorio es de máxima protección y no se permite la caza u otras actividades que degraden el medio ambiente.  Chalalán cuenta con un sistema de tratamiento de aguas residuales, un sistema de gestión de residuos sólidos y un sistema fotovoltaico para proveer energía limpia a todo el albergue. Sus guías son indígenas de la comunidad y están altamente capacitados. Cuenta con más de 30 km de senderos por los que es posible pasear para apreciar la vida silvestre. También es posible hacer paseos en canoa por el Lago Chalalan.

#### Excursiones
Existen diversos tours que pueden contratarse en Rurrenabaque para visitar dos regiones llenas de atractivos naturales y vida salvaje. Existen tours de 1 a 5 días, y paquetes de hasta 20 días. Los tours a las Pampas normalmente se inician navegando el río Yacuma, donde puede verse a los famosos bufeos, delfines rosados de agua dulce que sólo existen en Bolivia. Luego adentrándose en las Pampas puede verse diversa vida salvaje como la serpiente Sicuri o Anaconda, aves hermosas y hasta caimanes negros. Los tours a la selva Amazónica se adentran en los parques Madidi y Pilón Lajas, importantes reservorios de vida salvaje y naturaleza del mundo. Normalmente con los tours se ofrece la alternativa de quedarse en un albergue ecológico, administrado por las comunidades originarias del lugar.

### Recursos turísticos
El turismo es uno de los potenciales económicos más importantes del municipio. Las alturas entre El Bala y Rurrenabaque oscilan entre 800 y 400 m s. n. m., terreno cubierto por densa vegetación de alta y mediana altura, donde existen maderas preciosas (mara, cedro, tumi, moradillo), otros en menor cantidad como el jacarandá, cuta. La impresionante biodiversidad es otro atractivo al ecoturismo.
Los turistas se desplazan a Rurrenabaque utilizando el transporte terrestre (principalmente La Paz – Yucumo -Rurrenabaque) y por vía aérea.

### Características del flujo turístico
El incremento de la actividad turística el municipio de Rurrenabaque amortiguó en buena medida el impacto de la caída del negocio de la madera. En el año 2000 se registraron 13.395 turistas provenientes de diferentes países.
La población de Rurrenabaque es el inicio y el fin de los paseos, lo que supone una demanda de productos agropecuarios y la utilización de la infraestructura hotelera. Aproximadamente el 67% de los visitantes son extranjeros y tienen una estadía promedio de cinco días, en este tiempo se genera un importante consumo de productos agropecuarios producidos localmente; asimismo genera empleo en diferentes servicios. El turismo en Rurrenabaque incorpora los conceptos agroecológicos que actualmente tienen una demanda ampliada.

## Economía
El sistema económico municipal de Rurrenabaque descansa principalmente en las actividades agrícola, pecuaria, turística y comercial. Veamos algunos indicadores:
- El 83% de las familias se dedica a la agropecuaria. (Incluye a la población urbana), de estas familias el 97 % cultiva arroz y maíz.
- El 10% de las familias se dedican a la actividad turística (fundamentalmente la población urbana).
- El 1% de las familias se dedican a actividades de transformación.
- El 6 % de las familias urbanas se dedican a actividades comerciales y de servicios.

La actividad económica por población distribuida en áreas urbana y rural, es la siguiente:
- 36 % de la población está localizada en el área rural del Municipio (Dedica-da a actividades por orden de importancia: agrícola, pecuaria, turística y de transformación)
- 64% de la población está localizada en asentamientos de carácter urbano (Rurrenabaque, Collana Linares y Nuevos Horizontes), y el 94 % de la misma se dedica a la actividad agropecuaria.

En relación con el marco departamental del Beni, Rurrenabaque está expresado en tres grandes actividades:
- La actividad turística viene posicionando al Municipio a nivel nacional e internacional. A Rurrenabaque se la conoce como la “Perla turística del Beni”. Esta actividad, si bien realizada en forma directa por el 10 % de la población, genera alrededor de dos millones de dólares anuales de movimiento, que benefician indirectamente a toda la población.
- La actividad agrícola con cultivos de arroz, maíz y plátano, es otra de las generadoras de recursos en el Municipio. Este rubro todavía incipiente sólo llega a cubrir necesidades de subsistencia y genera un movimiento económico de medio millón de dólares al año.
- La actividad de conservación y preservación del medio ambiente por la influencia de la Reserva Pilón Lajas, posibilita al Municipio inversiones internacionales directas y le brinda imagen internacional importante para captar más líneas de financiamiento.

## Organización
A nivel urbano predominan las organizaciones estatales, entre ellas:
- Corregimiento y Migración
- Policía Nacional
- Regimiento Ecológico
- Fuerza Naval
- Gobierno Municipal
- Oficina Regional de Impuestos Internos
- Reserva de la Biósfera “Pilón Lajas”
- Dirección Distrital de Educación
- Dirección de Área de Salud
- Oficina regional del PDCRII
- Servicio Autónomo Municipal de Aguas Potables y Alcantarillado de Rurrenabaque, SAMAPAR.

Entre las instituciones privadas tenemos:
- Cámara Hotelera
- Asociación de Agencias de Turismo
- Asociación de Guías de Turismo
- Asociación de Gremialistas
- Asociación de Mototaxis
- Asociación de Ganaderos
- Asociación de Empresarios Madereros
- ENDE
- Iglesia Católica
- Central de Trabajadores Campesinos de Rurrenabaque.

A nivel rural las organizaciones sociales más notables son:
- Federación de Comunidades Agroecológicas de Rurrenabaque. FECAR
- Organización de Comunidades Originarias de Rurrenabaque. OCOR

Hay también algunas organizaciones no gubernamentales como:
- Acción Nacional Ecuménica para el Desa-rrollo, ANED
- Proyecto Pilón Lajas
- FUNDESNAP
- Conservación Internacional
- Programa de Implementación de Sistemas Agroforestales, PRISA Bolivia
- Cooperación Alemana, DED

Organizaciones Territoriales de Base y Asociaciones comunitarias Está dada por tres tipos de organización: 
En el área rural: 
Comunidades Originarias 
Comunidades Interculturales 
En el área urbana: 
Juntas vecinales.

## Educación

### Primaria y secundaria
En el municipio de Rurrenabaque se cuenta con veintisiete unidades educativas entre concentradas y dispersas. Las concentradas son las que prestan servicio educativo en el área urbana y suman seis.

### Educación técnica - Universitaria
Se cuenta con instituto de formación técnica Centro Integrado Boliviano Alemán "CIBA". Por la cercanía a la que se encuentra la población de San Buenaventura, también los jóvenes pueden cursar estudios a Nivel Licenciatura en esa localidad en la sede de la Universidad Mayor de San Andrés.

## Deportes
Rurrenabaque tiene desde la década de los 60 hasta la actualidad dos clubes que son clásicos rivales, Cerro Porteño e Independiente entre los más sobresalientes. Tiene una liga de fútbol de primera, segunda y tercera división de 10 a 12 clubes por divisiones. 

## Festividades
- 2 de febrero Festividad de la virgen de la Candelaria (fiesta de la ciudad)
- 30 de mayo Día de la tradición Porteña (Promoción y difusión de Destino Turístico, y con el propósito de rescatar y revalorizar la cultura porteña)
- 15 de noviembre Fundación de Rurrenabaque

## Ciudades cercanas
Al frente de Rurrenabaque y separados por el río Beni se encuentra la población de San Buenaventura. Al norte y a 30 minutos en motocicleta se encuentra la población de Reyes, capital de la Provincia Ballivian. Al sureste a 100 km se encuentra la población de Yucumo centro urbano del distrito 9, municipio de San Borja.

## Comunicación
De acuerdo a la información de la Autoridad de Regulación y Fiscalización de Telecomunicaciones y Transportes ATT los medios de comunicación de Rurrenabaque son:
- Medios radiofónicos
- Medios televisivos

### Película La Vertiente
"La Vertiente" es el primer largometraje sonoro en la historia del cine boliviano, realizado en 1958 por Jorge Ruiz, quién filmó todo el proceso y desarrollo de un proyecto local-rural para la captación de agua de una vertiente, habiendo participado en el filme más de dos mil habitantes del pueblo de Rurrenabaque.
La falta de liderazgo, la indiferencia y la abulia colectiva ciudadana que está a la espera de la solución a sus problemas básicos, como el mal abastecimiento de agua potable, motivó a Oscar Soria Gamarra a escribir un guion que paralelamente a la filmación de la construcción del acueducto narrase una historia verosímil no artificiosa: la de una profesora de escuela que después de la trágica muerte de uno de sus alumnos, asume el reto de organizar al resto de sus alumnos para llevar adelante los trabajos de una captación de agua, contando con solo su voluntad y la indiferencia de los vecinos del pueblo.
"La Vertiente" es un importante documento histórico, en el que un equipo diestro y decidido consigue enfoques, encuadres y planos de gran originalidad. Otro elemento importante es su banda sonora, y su característico Himno al Trabajo, score musical que brillantemente sostiene la acción hasta el final de la película, escrito especialmente para la película por el compositor argentino Tito Ribero. El éxito obtenido, tanto en Bolivia como a nivel internacional, se atribuye indistintamente al interés universal que encierra el tema central: el comunalismo como forma de desarrollo social; y a la calidad del drama mismo. Las condiciones de vida de comunidades alejadas de los grandes centros urbanos que Jorge Ruiz en su momento supo asimilar con imaginación y honestidad moral. La vertiente película educacional fue difundida en muchos países de Asia, África e Iberoamérica.